# Federico Prosperi
Federico Prosperi, noto anche con lo pseudonimo di Fred Goodwin (Terni, 10 agosto 1942), è un regista e produttore cinematografico italiano.

## Biografia
Federico Prosperi è nato a Terni il 10 agosto del 1942. È nipote del regista Franco Prosperi, a cui produrrà nel 1984 l'animal movie Wild Beasts - Belve feroci.
Nel 1989 scrive e dirige il suo unico film come regista, l'horror Curse II - The Bite, a cui collaborò Ovidio G. Assonitis alla produzione esecutiva.

## Filmografia

### Regista
- Curse II - The Bite (1989)

#### Produttore
- Wild Beasts - Belve feroci (1984)